# Lista de navios atacados pelo submarino alemão U-37
O U-37 foi um submarino alemão do Tipo IX , pertencente a Kriegsmarine que atuou durante a Segunda Guerra Mundial. Comissionado em 4 de agosto de 1938, esteve em operações até 3 de Maio de 1945 quando foi afundado pela tripulação ao término da guerra.

## Navios danificados e afundados peloU-37
- 53 navios afundados num total de 200 124 GRT
- 2 navios de guerra afundados num total de 2 404 toneladas
- 1 navio danificado totalizando 9 494 GRT[2][3]

| Data        | Comandante            | Nome da Embarcação          | Toneladas | Nacionalidade          |
| ----------- | --------------------- | --------------------------- | --------- | ---------------------- |
| 8 Out 1939  | Werner Hartmann       | Vistula                     | 1 018     | Suécia                 |
| 12 Out 1939 | Werner Hartmann       | Aris                        | 4 810     | Grécia                 |
| 15 Out 1939 | Werner Hartmann       | Vermont                     | 5 186     | França                 |
| 17 Out 1939 | Werner Hartmann       | SS Yorkshire                | 10 183    | Reino Unido            |
| 24 Out 1939 | Werner Hartmann       | Ledbury                     | 3 528     | Reino Unido            |
| 24 Out 1939 | Werner Hartmann       | Menin Ridge                 | 2 474     | Reino Unido            |
| 24 Out 1939 | Werner Hartmann       | Tafna                       | 4 413     | Reino Unido            |
| 30 Out 1939 | Werner Hartmann       | Thrasyvoulos                | 3 693     | Grécia                 |
| 4 Fev 1940  | Werner Hartmann       | Hop                         | 1 365     | Noruega                |
| 4 Fev 1940  | Werner Hartmann       | Leo Dawson                  | 4 330     | Reino Unido            |
| 10 Fev 1940 | Werner Hartmann       | Silja                       | 1 259     | Noruega                |
| 11 Fev 1940 | Werner Hartmann       | Togimo                      | 290       | Reino Unido            |
| 15 Fev 1940 | Werner Hartmann       | Aase                        | 1 206     | Dinamarca              |
| 17 Fev 1940 | Werner Hartmann       | SS Pyrrhus                  | 7 418     | Reino Unido            |
| 18 Fev 1940 | Werner Hartmann       | Ellin                       | 4 917     | Grécia                 |
| 18 Fev 1940 | Werner Hartmann       | P.L.M. 15                   | 3 754     | França                 |
| 10 Abr 1940 | Werner Hartmann       | MV Sveaborg                 | 9 076     | Suécia                 |
| 10 Abr 1940 | Werner Hartmann       | Tosca                       | 5 128     | Noruega                |
| 12 Abr 1940 | Werner Hartmann       | Stancliffe                  | 4 511     | Reino Unido            |
| 19 Mai 1940 | Victor Oehrn          | Erik Frisell                | 5 066     | Suécia                 |
| 22 Mai 1940 | Victor Oehrn          | Dunster Grange (danificado) | 9 494     | Reino Unido            |
| 24 Mai 1940 | Victor Oehrn          | Kyma                        | 3 994     | Grécia                 |
| 27 Mai 1940 | Victor Oehrn          | Sheaf Mead                  | 5 008     | Reino Unido            |
| 27 Mai 1940 | Victor Oehrn          | Uruguay                     | 3 425     | Argentina              |
| 28 Mai 1940 | Victor Oehrn          | Brazza                      | 10 387    | França                 |
| 28 Mai 1940 | Victor Oehrn          | Julien                      | 177       | França                 |
| 29 Mai 1940 | Victor Oehrn          | Marie José                  | 2 477     | França                 |
| 29 Mai 1940 | Victor Oehrn          | MV Telena                   | 7 406     | Reino Unido            |
| 1 Jun 1940  | Victor Oehrn          | Ioanna                      | 950       | Grécia                 |
| 3 Jun 1940  | Victor Oehrn          | Snabb                       | 2 317     | Finlândia              |
| 8 Aug 1940  | Victor Oehrn          | MV Upwey Grange             | 9 130     | Reino Unido            |
| 23 Ago 1940 | Victor Oehrn          | Keret                       | 1 718     | Noruega                |
| 23 Ago 1940 | Victor Oehrn          | Severn Leigh                | 5 242     | Reino Unido            |
| 24 Ago 1940 | Victor Oehrn          | Brookwood                   | 5 100     | Reino Unido            |
| 24 Ago 1940 | Victor Oehrn          | HMS Penzance (L-28)         | 1 025     | Marinha Real Britânica |
| 25 Ago 1940 | Victor Oehrn          | Blairmore                   | 4 141     | Reino Unido            |
| 25 Ago 1940 | Victor Oehrn          | Yewcrest                    | 3 774     | Reino Unido            |
| 27 Ago 1940 | Victor Oehrn          | Theodoros T.                | 3 409     | Grécia                 |
| 27 Set 1940 | Victor Oehrn          | Georges Mabro               | 2 555     | Egito                  |
| 28 Set 1940 | Victor Oehrn          | Corrientes                  | 6 863     | Reino Unido            |
| 30 Set 1940 | Victor Oehrn          | Heminge                     | 2 499     | Reino Unido            |
| 30 Set 1940 | Victor Oehrn          | Samala                      | 5 390     | Reino Unido            |
| 6 Out 1940  | Victor Oehrn          | SS British General          | 6 989     | Reino Unido            |
| 13 Out 1940 | Victor Oehrn          | Stangrant                   | 5 804     | Reino Unido            |
| 1 Dez 1940  | Asmus Nicolai Clausen | Palmella                    | 1 578     | Reino Unido            |
| 2 Dez 1940  | Asmus Nicolai Clausen | Gwalia                      | 1 258     | Suécia                 |
| 2 Dez 1940  | Asmus Nicolai Clausen | Jeanne M                    | 2 465     | Reino Unido            |
| 4 Dez 1940  | Asmus Nicolai Clausen | Daphne                      | 1 513     | Suécia                 |
| 16 Dez 1940 | Asmus Nicolai Clausen | San Carlos                  | 223       | Espanha                |
| 19 Dez 1940 | Asmus Nicolai Clausen | Rhône                       | 2 785     | França                 |
| 19 Dez 1940 | Asmus Nicolai Clausen | Sfax (Q-182)                | 1 379     | Marinha da França      |
| 9 Fev 1941  | Asmus Nicolai Clausen | Courland                    | 1 325     | Reino Unido            |
| 9 Fev 1941  | Asmus Nicolai Clausen | Estrellano                  | 1 983     | Reino Unido            |
| 10 Fev 1941 | Asmus Nicolai Clausen | Brandenburg                 | 1 473     | Reino Unido            |
| 7 Mar 1941  | Asmus Nicolai Clausen | Mentor                      | 3 050     | Grécia                 |
| 12 Mar 1941 | Asmus Nicolai Clausen | Pétursey                    | 91        | Islândia               |
| Total       | Total                 | Total                       | 212 022 t |                        |

SS (steam ship) - navio a vapor
MV (motor vessel) - navio a motor
HMS (Her Majesty's Ship) - prefixo dos navios pertencentes a Marinha Real Britânica, com o significado de navio de sua Majestade.